# Reattivo di Nessler
Il reattivo di Nessler o soluzione di Nessler (scritto anche come Neßler ) è un reattivo che permette il riconoscimento qualitativo e quantitativo dell'ammoniaca più precisamente se presente come ione ammonio in soluzione acquosa. La reazione è stata messa a punto da Julius Neßler nel 1856. 
È costituito da una soluzione alcalina di tetraioduromercurato di potassio, che in presenza di ammoniaca dà la seguente reazione
2 K2[HgI4] + NH3 + 3 KOH --> [Hg2ONH2]I + 7 KI + 2 H2O
sviluppando un'intensa colorazione giallo-arancio, dovuta allo ioduro di ossoamidodimercurio, che, col tempo, se la concentrazione è sufficientemente alta, floccula e precipita.
È una reazione molto sensibile, che permette di rivelare presenza di ammoniaca anche a concentrazioni dell'ordine di 0,1 mg/l (0,1 ppm). Sono state rilevate interferenze qualora in soluzione vi sia del piruvato che, interferendo nella reazione, falsa il risultato anche dimezzandone l'effetto colorimetrico.

## Preparazione della soluzione

### Metodo 1
Si sciolgono 35 g di ioduro di potassio in 100 ml di acqua distillata, vi si aggiunge quindi una soluzione al 4% di cloruro di mercurio(2+) fino a quando non si forma un precipitato rosso (ne servono circa 325 ml).
Sotto agitazione, si aggiunge quindi una soluzione di 120 g di idrossido di sodio in 250 ml di acqua distillata e si aggiunge altra acqua distillata fino al volume totale di 1 litro. Se si osserva una torbidità permanente, si aggiunga ancora qualche goccia di soluzione di cloruro mercurico.
La miscela viene fatta riposare per un giorno e se ne filtra l'eventuale sedimento. Va conservata in bottiglie di vetro scuro.

### Metodo 2
Si sciolgono 100 g di ioduro di mercurio (II) e 70 g di ioduro di potassio in 100 ml di acqua distillata. 
La soluzione ottenuta viene quindi aggiunta sotto agitazione ad una soluzione a temperatura ambiente di 160 g di idrossido di sodio (o 224 g di idrossido di potassio) in 700 ml di acqua distillata.
La miscela viene fatta riposare per un giorno e se ne filtra l'eventuale sedimento. Va conservata in bottiglie di vetro scuro.